# Udo Wollmeiner
Udo Wollmeiner (* August 1935 in Bigge) ist ein freischaffender Künstler aus Oeventrop.

## Biografie
Udo Wollmeiner studierte Architektur, Graphik und Malerei. Nach zweieinhalbjähriger Tätigkeit beim Westfälischen Landeskonservator mit der Restaurierung von Fresken, romanischen und gotischen Wandmalereien ließ er sich 1965 als freischaffender Maler in Arnsberg nieder. Im Jahr 1971 erhielt er einen Lehrauftrag und arbeitete 10 Jahre als Dozent der Volkshochschule. Zurzeit wirkt und arbeitet er in seinem Atelier in Arnsberg-Oeventrop. 
In Filmdokumentationen bei ARD, ZDF und WDR sowie in vielen Publikationen in Büchern und Zeitschriften wurde Udo Wollmeiner porträtiert.
Wollmeiner ist Mitglied im Bundesverband Bildender Künstlerinnen und Künstler.
Udo Wollmeiners Kunst ist im Wesentlichen gegenständlich. Seine Themen schöpft er bevorzugt aus Märchen, Legenden, Mythen und liebenswürdig empfundenen Alltagsszenen. Die farbenfrohe Heiterkeit seiner Arbeiten entspricht der unbefangenen Beobachtung des Malers von Mensch und Natur.

## Ausstellungen (Auswahl)
- Sauerland-Museum, Arnsberg[1]
- Kunstpavillon Soest
- Kulturwochen Kamen
- Bezirksregierung Arnsberg
- Goltenhof-Galerie, Welter
- Theater-Center, Bonn
- Turmgalerie, Stadt Coesfeld
- Stadtvilla Galerie Fatec, Iserlohn
- Universität Bochum, Düsseldorf, Köln und Gelsenkirchen
- VEW Dortmund, Werne, Münster, Lingen
- Vorort-Galerie, Köln-Dellbrück
- Stadtgalerie, Sundern
- Deutsche Telekom Meschede
- Museum Attendorn